# مؤشر ضرر الجريمة
مؤشر ضرر الجريمة هو قياس ضرر معدلات الجريمة، حيث يتم تصنيف الجرائم بناءً على مقدار «الضرر» الذي تسببه.
إن أبسط الطريقة واكثرها شيوعاً لقياس معدل الجريمة في منطقة ما هي حساب عدد الجرائم.وفي هذه الحالة تحتسب الجريمة الصغيرة (مثل: حادثة سرقة متجر) كالجريمة خطيرة جداً (مثل: جريمة القتل). تناقش خبراء رائدون في علم الجريمة لإنشاء مرجع تصنيفي للجرائم. وفي عام 2016، كتب لورانس دبليو. شيرمان مع باحثين آخرين «أن جميع الجرائم لم تصنف على قدر من المساواة، كما لو انها تعزز تشويه تقييمات تصنيفات المخاطر، وتخصيص الموارد، والمسائلة». يستخدم في معظم مؤشرات ضرر الجرائم حكم السجن لتلك الجريمة لتحديد «درجة الضرر» للجريمة. درجة الضرر للجريمة هي المدة المفروضة لعقوبة السجن التي سيحصل عليها الجاني، في حال أن الجريمة ارتكبت من قبل جاني واحد فقط.

## مؤشر كامبردج لضرر الجرائم
في عام 2016، تم الكشف عن مؤشر كامبردج لضرر الجرائم، والذي تم تطويره من قبل لورانس دبليو. شيرمان، بيتر نيرود، وإليانور نيرود، ويستخدم احكام قضائية تابعة لإنجلترا وويلز لحساب درجة الضرر لكل جريمة. وقد تم اعتماد النظام بالفعل من قبل العديد من قوات الشرطة البريطانية. وفقاً لمؤشر كامبريدج لضرر الجرائم، فإن درجة الضرر للجريمة هي عقوبة السجن المحكومة التي سيحصل عليها الجاني لارتكابه هذه الجريمة، بشرط أن تكون الجريمة قد ارتُكبت من قبل جاني واحد دون إدانات مسبقة. اما بالنسبة للجرائم البسيطة التي قد تكون العقوبة المنصوصة لها هي غرامة فقط، فإن درجة الضرر تكون عدد الأيام التي يستغرقها شخص يتقاضى الحد الأدنى من الأجور لكسب المال لدفع الغرامة. ألهم مؤشر كامردج لضرر الجرائم مؤشرات الضرر الأخرى للجرائم في نيوزيلندا الدنمارك، وغرب أستراليا. تمت دراسته ايضاً للاستخدام في اسكتلندا، على الرغم من ان ضباط شرطة اسكتلندا لاحظوا أنه لا يعكس المبادئ التوجيهية للحكم الإسكتلندي.